# Cirrochroa anjira
Cirrochroa anjira är en fjärilsart som beskrevs av Moore 1877. Cirrochroa anjira ingår i släktet Cirrochroa och familjen praktfjärilar. Inga underarter finns listade i Catalogue of Life.